# 東北地方にある日本庭園の一覧
東北地方にある日本庭園の一覧（とうほくちほうにあるにほんていえんのいちらん）は、日本の東北地方にある主だった日本庭園を跡地も含め一覧形式でまとめたもの。この他にも、東北地方にある温泉旅館・観光ホテルや社寺、料亭、個人邸でのものや茶室露地等、和風の庭は多数ある。

## 主な庭園

### 青森県
- 大石武学流
  - 盛美園 - 平川市猿賀にある日本庭園。津軽で盛んであった武学流の造園。国の名勝
  - 清藤氏書院庭園 - 平川市猿賀。国の名勝
  - 瑞楽園 - 弘前市宮舘字宮舘沢にある日本庭園。国の名勝
  - 弘前相銀松風園 - 弘前市馬屋町
  - 成田家庭園 - 弘前市村木。県指定文化財
  - 旧菊池氏庭園(弘前明の星幼稚園庭園) - 弘前市紺屋町。国の登録記念物
  - 金平成園（澤成園）- 黒石市。国の名勝
  - 鳴海氏庭園 - 黒石市高館、登録記念物
  - 長谷川邸庭園 - 青森市
- 鎌田家邸地泉庭園 - 青森市
- 棟方志功記念館庭園 - 青森市
- 津軽茶道美術館日本庭園 - 黒石市大字豊岡
- 黒森山浄仙寺庭園 - 黒石市
- 加藤氏庭園 - 黒石市
- 宇野家庭園 - 黒石市上十川
- 妙経寺庭園 - 黒石市京町
- 翠明荘 - 弘前市元寺町
- 揚亀園 - 弘前市亀甲町の観光施設津軽藩ねぷた村内、登録記念物
- 弘前城址三之丸
- 藤田記念庭園 - 弘前市
- 革秀寺庭園 - 弘前市藤代
- 小野家秀芳園 - 弘前市吉野町
- 真教寺庭園 - 弘前市新寺町
- 真昌寺庭園 - 弘前市新寺町
- 旧岩田家庭園 - 弘前市若党町
- 貞昌寺庭園 - 弘前市新寺町。県指定文化財
- 山形邸庭園 - 弘前市冨田
- 宮川邸庭園 - 弘前市鉄砲町
- 岩木山神社 - 弘前市百沢
- 一閑人庭園 - 弘前市
- 丹藤氏庭園（旧三上氏庭園）- 弘前市、登録記念物
- 尾上公民館庭園 - 平川市
- 旧野村氏庭園 - 上北郡野辺地町
- 阿部家庭園 - 五所川原市
- 旧津島家住宅庭園 - 五所川原市
- 亀ヶ岡石器時代遺跡仁和跡 - つがる市
- 法光寺庭園 - 南部町法光寺
- 八戸公園内日本庭園 - 八戸公園は八戸市十日市にある総合公園
- 南部自治会館庭園 - 八戸市内丸
- 南部氏別邸庭園 - 八戸市売市熊野堂
- 対泉院庭園 - 八戸市新井田

### 岩手県
- 毛越寺庭園 - 平泉町字大沢。世界遺産、国の特別名勝、特別史跡
- 旧観自在王院庭園 - 平泉町。世界遺産、国の名勝、特別史跡
- 中尊寺大池伽藍跡 - 平泉町平泉衣関。世界遺産、国の特別史跡
- 無量光院跡 - 平泉町。世界遺産、国の特別史跡
- 柳之御所遺跡園池 - 平泉町。国の史跡
- 達谷窟蝦蟆ケ池 - 平泉町。国の史跡
- 旧南部氏別邸庭園（現・盛岡市盛岡中央公民館） - 盛岡市、登録記念物
- 旧南部氏別邸庭園（現・盛岡市盛岡中央公民館）の御薬園跡地泉 - 盛岡市愛宕町
- 盛岡城址岩組 - 盛岡市
- 櫻山神社 - 盛岡市内丸
- 盛岡市保護庭園
  - 秀清閣 - 内丸中の橋際、現在は指定廃止
  - 新小路クラブ - 神明町、現在は指定廃止
  - 賜松園 - 南大通餌差小路
  - 老梅園 - 大慈寺町 盛岡百景選定
  - 大清水多賀庭園 - 清水町
  - 南昌荘 - 清水町、登録記念物
  - 武田邸庭園 - 長田町
  - 小泉邸庭園 - 馬場町
  - 下田邸庭園 - 前九年一丁目
  - 一ノ倉邸庭園 - 安倍館町
- 聖寿寺と榊山稲荷神社庭園 - 盛岡市北山 盛岡百景選定
- 法泉寺庭園 - 盛岡市北山 盛岡百景選定
- けやき荘老人ホーム庭園 - 盛岡市上大田紅工
- 旧葛西荘庭園 - 盛岡市志家
- 光源社中庭 - 盛岡市材木町
- 米内浄水場園地 - 盛岡市
- 古稀園 - 二戸市
- 毘邸庭園 - 矢巾町
- 谷村邸庭園 - 花巻市
- 谷村邸路地 - 花巻市、重森完途作
- ホテル紅葉館庭園 - 花巻市湯本(花巻温泉)、中島健 (造園家)の作
- 光林寺庭園 - 花巻市石鳥谷町中寺林
- 小原邸庭園 - 花巻市石鳥谷町五大堂
- 旧小笠原氏屋敷登坂邸庭園 - 遠野市
- 千葉家千波庭 - 奥州市水沢区
- 正法寺庭園 - 奥州市水沢区黒石町
- えさし藤原の郷庭園 - 奥州市江刺区
- 太田邸庭園 - 奥州市前沢区七日町
- とうほくニュージーランド村日本庭園 - 奥州市衣川区
- 千田正記念館庭園 - 胆沢郡金ケ崎町
- 石応寺庭園 - 釜石市大只越町
- 盛合氏盛合家住宅庭園 - 宮古市、登録記念物

### 宮城県
- 輪王寺 - 仙台市青葉区北山
- 良覚院跡庭園「緑水園」- 仙台市青葉区片平
- 仙台文学館日本庭園 - 仙台市
- 仙台城#本丸 - 仙台市青葉区川内
- 武内邸庭園 - 仙台市太白区
- 仙台ホテル日本庭園 - 仙台市青葉区中央、岩城亘太郎作
- 茶寮宗園 - 仙台市太白区秋保町
- 天守閣自然公園 - 仙台市太白区秋保
- 多賀城山王遺 - 多賀城市市川
- 旧有備館庭園 - 大崎市岩出山字上川原町。国の史跡・名勝
- 祥雲閣 - 大崎市古川福沼荒雄公園内。隣は吉野作造記念館。
- 齋藤氏庭園 - 石巻市。国の名勝
- 龍洞院庭園 - 石巻市大瓜
- 鮎貝邸煙雲館庭園 - 気仙沼市松崎
- 東安寺庭園 - 岩沼市三色吉
- 渡邊庭園 - 岩沼市 近江八景をかたどったもの
- 高蔵寺庭園 - 角田市高倉
- 旧氏丈邸庭園 - 角田市
- 大條家庭園 - 亘理郡山元町
- 碧水園 - 白石市
- 志波彦神社盤竈神社神苑 - 塩竈市
- 円通院庭園 - 松島町松島
- ホテル一の坊日本庭園 - 松島町松島。中島健の作
- 矢本家庭園 - 東松島市大塩
- 野田家邸庭園 - 美里町
- 山神社庭園 - 美里町牛飼
- 曹洞宗西湖山龍島院名勝庭園 - 柴田町村田字大槻下
- 女川原子力PRセンター内日本庭園 - 牡鹿郡女川町塚浜前田
- 不老仙館 - 登米市東和町米谷
- 花菖蒲の郷公園 - 登米市南方町翌沢
- 旧亘理邸庭園 - 登米市迫町佐沼
- 大黒澤苑 - 富谷市明石

### 秋田県
- 旧本郷家住宅庭園 -  大仙市
- 旧池田氏庭園 - 大仙市高梨に所在する池田家の庭園。国の名勝
- 柳原邸庭園 - 大仙市長野
- 旧秋田藩主佐竹氏別邸如斯亭日本庭園 - 秋田市旭川南町。国の名勝
- 久保田城址千秋公園
- 仙北市角館武家屋敷庭園群
  - 石黒家庭園 - 角館町表町下丁
  - 岩橋家庭園 - 角館町東勝楽丁
  - 小田野家庭園 - 角館町東勝楽丁
  - 河原田家庭園 - 角館町東勝楽丁
  - 鬼川家庭園 - 角館町田町下丁
  - 常光寺庭園 - 角館町西勝楽町
  - 青柳家庭園 - 角館町東勝楽丁
- 鈴木邸庭園 - 由利本荘市
- 茶室天鷺庵茶庭 - 由利本荘市
- 清真苑 - 横手市
- 佐藤家庭園 - 横手市
- 高橋哲夫家庭園 - 横手市
- 塩田家庭園 - 横手市
- 蔵光院庭園 - 横手市
- 古仲家庭園 - 男鹿市
- 大龍寺水楽亭庭園 - 男鹿市
- 小玉家住宅庭園 - 潟上市
- 鳥潟会館庭園 - 大館市花岡町根井下
- 宗福寺庭園 - 大館市豊町
- 樹温寺庭園 - 北秋田市木戸石
- 大湯環状列石遺跡 - 鹿角市十和田大湯
- 庄司邸庭園 - 北秋田市阿仁前田
- 坂本東獄邸庭園 - 美郷町千屋
- 陽山寺 - にかほ市小国字南野
- 稲住温泉離れ山荘漣亭庭園 - 湯沢市秋ノ宮温泉郷

### 山形県
- 服部邸緑町庭園(洗心苑) - 山形市
- 山辺の里スポーツクラブ日本庭園 - 山辺町
- 文翔館前庭 - 山形市旅籠町
- 光禅寺 - 山形市鉄砲町
- もみじ公園 - 山形市東原町
- 最上義光歴史館日本庭園
- 会田邸庭園 - 山形市吉野宿
- 皆龍寺庭園 - 山形市門伝
- 永林寺庭園 - 朝日町大谷
- 法円寺千種園 - 上山市栄町
- 土門拳記念館 - 酒田市
- 寄鴨園 - 酒田市御成町
- 清亀園 - 酒田市浜田
- 總光寺庭園 - 酒田市総光寺沢。国の名勝
- 本間美術館・鶴舞園 - 酒田市御成町
- 本間本邸 - 酒田市二番町
- 城輪棚跡 - 酒田市城輪
- 玉川寺 - 鶴岡市羽黒町玉川。国の名勝
- 南谷坊跡庭園 - 鶴岡市羽黒町手向
- 菅家庭園 - 鶴岡市
- 井岡寺庭園 - 鶴岡市井岡
- 酒井氏庭園（致道博物館） - 鶴岡市家中新町。国の名勝
- 念珠の松庭園 - 鶴岡市
- 上杉神社池泉庭 - 米沢市丸の内
- 上杉記念館庭園 - 米沢市丸の内
- 林泉寺庭園 - 米沢市林泉寺町
- 米沢牛・山懐料理 吉亭庭園（米沢市）
- 法泉寺文珠堂庭園 - 米沢市城西
- 珍蔵寺 - 南陽市漆山
- 万徳院 - 高畠町元和田
- 旧丸大扇屋前庭 - 長井市
- 旧丸万旅館中庭 - 長井市
- やませ蔵庭園 - 長井市
- 御苦楽園 - 天童市
- 仲野半四郎氏庭園 - 天童市
- 柏倉家住宅庭園 - 東村山郡中山町
- 安部権内家庭園 - 西村山郡河北町
- 河北町紅花資料館庭園 - 西村山郡河北町
- 巨海院庭園 - 西村山郡大江町
- 掬粋巧芸館庭園 - 東置賜郡川西町
- 高徳寺庭園 - 東置賜郡川西町
- 高橋誠一郎宅庭園 - 東置賜郡川西町
- 東陽寺庭園 - 東置賜郡川西町
- 佐藤家庭園 - 飽海郡遊佐町
- 渋谷家庭園 - 飽海郡遊佐町

### 福島県
- 御倉邸 - 福島市御倉町
- 浄楽園 - 福島市桜本
- 吉野舘 - 福島市飯坂町
- 花水館 - 福島市飯坂町
- 梁川城趾庭園 - 伊達市
- 梁川城跡本丸 - 伊達市梁川町字鶴ケ岡
- 御薬園（会津松平氏庭園） - 会津若松市花春町。国の名勝　目黒浄定 作
- 会津武家屋敷 - 会津若松市。西郷頼母邸を復元したもの
- 若松城三の丸跡、本丸表御殿 - 会津若松市追手町
- 恵倫寺 - 会津若松市花見ケ丘
- 旧滝沢本陣 - 会津若松市滝沢町
- 旅館向瀧庭園 - 会津若松市
- 可月亭庭園美術館 - 会津若松市材木町　目黒浄定 作
- 大龍寺庭園 - 会津若松市慶山　目黒浄定 作
- 花と歴史の郷 蛇の鼻（蛇の鼻遊楽園） - 本宮市
- 陣屋の杜公園 - 伊達郡桑折町
- 福島県迎賓館(旧高松宮翁島別邸)庭園 - 耶麻郡猪苗代町
- 甲斐本家蔵屋敷 - 喜多方市。建物群は国の登録有形文化財
- 雲嶺庵 - 喜多方市
- 願成寺 - 喜多方市上三宮町上三宮
- さつき公園 - 西白河郡泉崎村
- 大池公園日本庭園 - 西白河郡矢吹町大池
- 白水阿弥陀堂 - いわき市内郷白水町
- 南湖公園・翠楽園 - 白河市。国の史跡・名勝
- 福島空港公園日本庭園 - 石川郡玉川村と須賀川市にまたがって位置
- 逢瀬公園日本庭園 - 郡山市逢瀬町河内
- 四季の里緑水苑 - 郡山市喜久田町堀之内、本宮市岩根
- 21世紀記念公園麓山の杜内日本庭園 - 郡山市麓山
- 麓山公園 - 郡山市麓山
- 如宝寺隈上苑 - 郡山市堂前町
- 松山邸山月亭露地茶庭 - 郡山市
- 四季彩一力水月園 - 郡山市熱海町熱海
- ゆけむり緑地 - 郡山市熱海町熱海
- 須賀川牡丹園 - 須賀川市
- 伊佐須美神社庭園あやめ苑 - 大沼郡会津美里町宮林
- 相馬神社 - 相馬市中村

## 参考
- 永見健一 再び武學流庭園の記 造園学雑誌 2(3)、236-241、1926年3月号
- 龍居松之助 黒石町附近にて見たる武學流庭園に就て 造園学雑誌 1(1)、27-31、1925年11月号
- 岩波日本庭園辞典：小野健吉 岩波書店、2004
- お庭拝見：光村推古書院編集部 光村推古書院、1960
- 源氏物語と日本庭園：外山英策 文友社、1927
- 週刊日本庭園をゆく.11（毛越寺・盛美園・御薬園）：小学館、2005（小学館ウイークリーブック）
- 詳解日本庭園図説：吉河功 有明書房、1973
- 集成日本の古庭園.上巻：岡崎文彬 同朋舎出版 1985
- 翠楽苑：白河市、1995
- 数寄の庭（日本庭園集成）：小学館、1983
- すぐわかる日本庭園の見かた：仲隆裕、今江秀史、町田香 他. 東京美術, 2009
- 図解日本の庭：齋藤忠一 東京堂出版、1999
- 図説日本庭園大鑑：吉村巌 文書堂、1935
- 「図説」日本庭園のみかた：宮元健次 学芸出版社、1998
- 図録日本庭園小史：重森三玲 河原書店、1939
- 庭園倶楽部：稲次敏郎 イッシプレス、1995
- 庭園の見方：直川健一 素人社（百合選書）、1963
- 日本庭園：吉村巌 朝倉書店、1959
- 日本庭園：小野健吉 岩波書店（岩波新書新赤版1177）、2009
- 日本庭園：重森千青 ナツメ社、2010
- 日本庭園を愉しむ：田中昭三 実業之日本社、2002
- 日本庭園をつくる：日本庭園研究会 グラフィック社編集部、1995
- 日本庭園・鑑賞ガイド(Ars books;14) ：婦人画報社、1994
- 日本庭園鑑賞事典：大橋治三、齋藤忠一 新装普及版 東京堂出版、1998
- 日本庭園観照術：枡野俊明 他 ベネッセコーポレーション（見聞塾） 、1999
- 日本庭園鑑賞のポイント55（コツがわかる本）：宮元健次 メイツ出版、2010
- 日本庭園学会10周年記念論文集：10周年記念論文集委員会 日本庭園学会、2003.3